# Reggae Gold 2009
Reggae Gold 2009 – siedemnasty album z serii składanek Reggae Gold, wydawanej przez nowojorską wytwórnię VP Records.
Płyta ukazała się 30 czerwca 2009 roku, wraz z bonusowym DVD zawierającym różne materiały dotyczące prezentowanych muzyków, a także liczne wywiady. Produkcją całości zajęli się Chris Chin oraz Joel Chin.
18 lipca 2009 roku album osiągnął 2. miejsce w cotygodniowym zestawieniu najlepszych albumów reggae magazynu Billboard (ogółem był notowany na liście przez 54 tygodnie).

## Lista utworów
1. Sean Paul & Estelle - "Come Over"
2. Jazmine Sullivan - "Need U Bad"
3. Brick & Lace - "Love Is Wicked"
4. Serani - "Playing Games"
5. Mavado - "So Special"
6. Elephant Man - "Nuh Linga"
7. Jah Vinci - "Watch Your Friends"
8. Chino & Stephen McGregor - "Protected"
9. Beres Hammond - "See You Again"
10. Etana & Alborosie - "Blessings"
11. Tarrus Riley - "Start A New"
12. Queen Ifrica - "Far Away"
13. Prodigal Son - "Head Cyaan Hot So"
14. Busy Signal - "Praise & Worship"
15. Laden - "Money Over War"
16. Elephant Man - "Dance & Sweep"
17. T.O.K. - "Couple Up"
18. I Wayne - "Leave If You Want To Leave"